# Battaglia di Bataan
La battaglia di Bataan fu l'ultima e più sanguinosa fase della campagna delle Filippine del 1941-1942, all'inizio della guerra del Pacifico. La battaglia iniziò il 7 gennaio 1942 e si concluse il 9 aprile dello stesso anno con la completa vittoria dell'Esercito imperiale giapponese che costrinse alla resa tutte le truppe statunitensi e filippine che si erano asserragliate nella penisola di Bataan, nell'isola di Luzon, dopo gli sbarchi iniziali nipponici.
Il comandante in capo americano, generale Douglas MacArthur, dopo essere stato sorpreso dagli sbarchi iniziali giapponesi, ripiegò con le sue forze nella penisola di Bataan e riuscì a prolungare la resistenza per tre mesi. Le truppe giapponesi, al comando del generale Masaharu Honma, dovettero sferrare ripetuti attacchi per superare le successive linee difensive allestite dalle truppe americano-filippine che tuttavia si indebolirono progressivamente per le perdite, le malattie e le crescenti carenze di rifornimenti. Dopo aver ricevuto rinforzi, i reparti giapponesi sferrarono gli attacchi finali all'inizio del mese di aprile e il 9 aprile 1942 il generale Edward P. King, comandante delle truppe bloccate a Bataan, decise di cessare la resistenza e arrendersi con i 76 000 soldati ancora presenti, nonostante l'opposizione del generale Jonathan Wainwright che aveva sostituito dal 10 marzo 1942 il generale MacArthur al comando supremo delle Filippine.
La disfatta di Bataan ebbe importanza decisiva per l'esito finale dell'intera campagna delle Filippine del 1941-1942 e rappresentò una grande vittoria per il Giappone; entro un mese anche la fortezza di Corregidor cedette le armi e il generale Wainwright firmò la resa totale di tutte le truppe americano-filippine ancora in azione nell'intero arcipelago. La battaglia di Bataan, nonostante la tenace e prolungata resistenza, rappresentò la più pesante sconfitta e la resa in massa più grande dell'intera storia militare degli Stati Uniti.
Subito dopo la resa, i soldati americani e filippini prigionieri furono costretti a compiere la cosiddetta marcia della morte di Bataan durante la quale molti morirono per le sofferenze e i maltrattamenti subiti dalle truppe giapponesi.

## Invasione delle Filippine
La guerra del Pacifico aveva avuto un inizio disastroso per le forze armate degli Stati Uniti con il bombardamento aeronavale di Pearl Harbor nelle Hawaii del 7 dicembre 1941; dopo poche ore un altro attacco aereo giapponese aveva immediatamente distrutto anche gran parte degli aerei moderni schierati nelle Filippine a disposizione del generale statunitense Douglas MacArthur che nell'estate 1941 era stato nominato contemporaneamente comandante in capo dell'esercito filippino e delle forze americane in Estremo Oriente (United States Army Forces in the Far East, USAFFE). Nel corso dei bombardamenti aerei su Clark Field infatti le unità aeree dell'esercito, colte di sorpresa e non in stato di allarme per la negligenza del comando americano, subirono pesanti perdite e quasi tutti i caccia moderni e i preziosi bombardieri strategici Boeing B-17 Flying Fortress furono distrutti al suolo dagli aerei giapponesi.

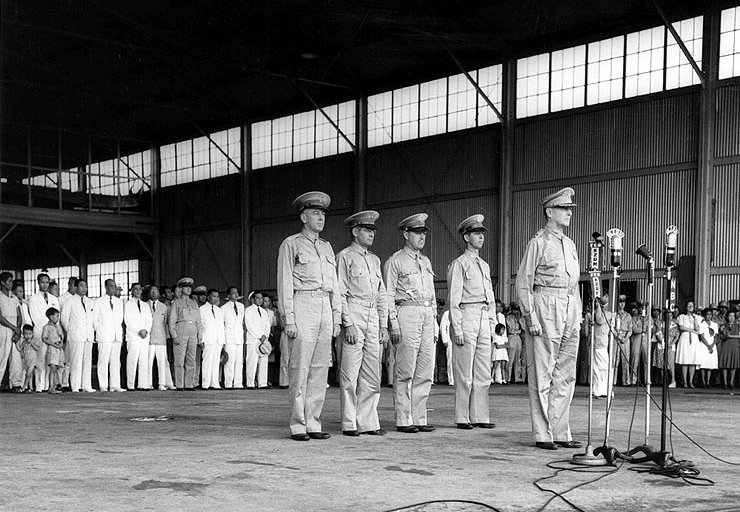
Il generale Douglas MacArthur durante una cerimonia nelle Filippine il 15 agosto 1941. Il primo ufficiale a sinistra dietro il comandante in capo è il generale Richard K. Sutherland, capo di stato maggiore di MacArthur.

Il generale MacArthur, ufficiale di grande esperienza e forte personalità, ma ritenuto da alcuni stravagante ed egocentrico, aveva espresso inizialmente grande ottimismo sulla possibilità di respingere un'invasione giapponese delle Filippine; egli, fiducioso nella capacità offensiva delle sue forze aeree e ritenendo demoralizzante per le unità filippine una ritirata metodica di fronte all'invasore, aveva deciso di difendere l'intero arcipelago senza applicare immediatamente il WPO-3 (War Plan Orange-3), il piano d'emergenza che prevedeva una ritirata strategica con tutte le forze americano-filippine fino alla penisola di Bataan e all'isola di Corregidor dove i difensori avrebbero dovuto prolungare al massimo la resistenza in attesa dell'arrivo in aiuto della Flotta del Pacifico con rinforzi sostanziali. Il generale MacArthur sottovalutava le capacità nemiche e minimizzava le carenze del suo esercito statunitense-filippino che. pur essendo numeroso, dieci divisioni miste con oltre 130 000 uomini, era debole e poco addestrato. I reparti regolari americani erano costituiti solo da alcuni reggimenti di fanteria e di carri armati leggeri mentre il grosso dell'esercito era formato dalle divisioni filippine inquadrate e comandate da ufficiali e sottufficiali americani; di queste unità, solo la Philippine Scout Division aveva completato la preparazione e l'equipaggiamento.

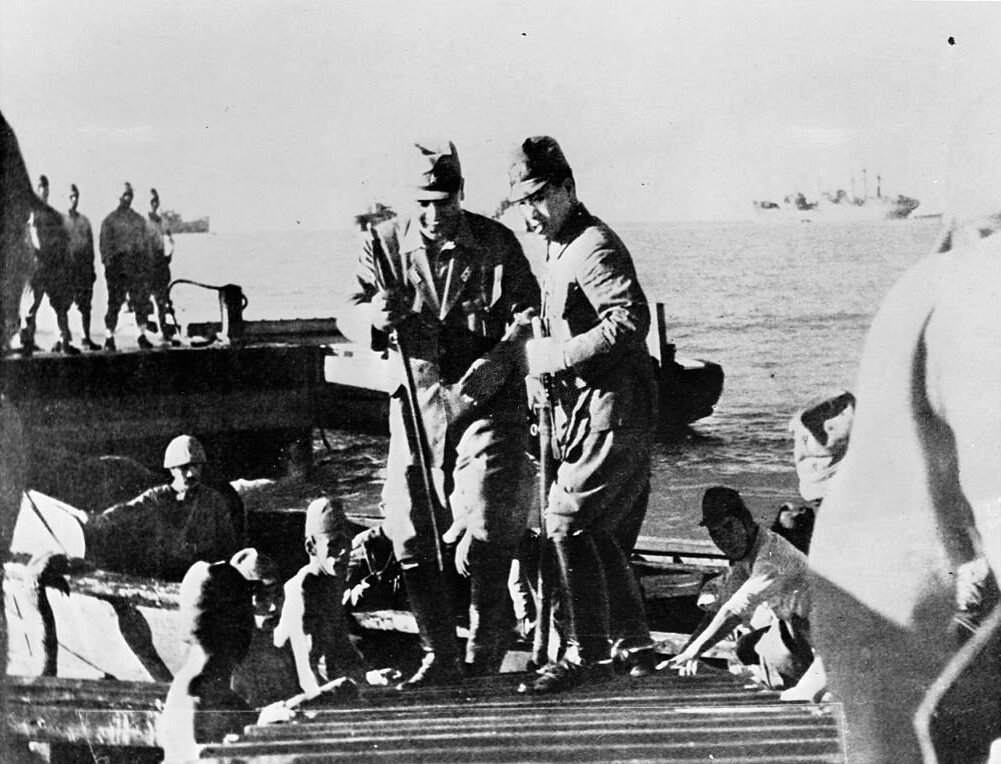
Il generale Masaharu Honma sbarca con il suo stato maggiore nel golfo di Lingayen.

La situazione delle truppe americano-filippine divenne infatti subito critica dopo lo sbarco il 22 dicembre 1941 della 48ª Divisione giapponese nel golfo di Lingayen, a nord di Luzon, e della 16ª Divisione giapponese nel baia di Lamon, a sud di Manila, il 24 dicembre 1941. La 14ª Armata del generale Masaharu Honma, incaricata di conquistare le Filippine, era costituita da 43 100 uomini e quindi non disponeva delle superiorità numerica, ma era formata da divisioni esperte e combattive, veterane della guerra in Cina, ed era supportata da efficaci forze aeree che avevano subito ottenuto la superiorità aerea. Gli sbarchi nella parte nord del golfo di Lingayen colsero di sorpresa le truppe filippine e i giapponesi poterono consolidare rapidamente la testa di ponte e avanzare verso sud attaccando in direzione della linea del fiume Agno; i deboli e inesperti reparti filippini si disgregarono e opposero scarsa resistenza costringendo il generale Jonathan Wainwright, il comandante delle forze americano-filippine incaricate di difendere il nord di Luzon, a ripiegare subito a sud del fiume.

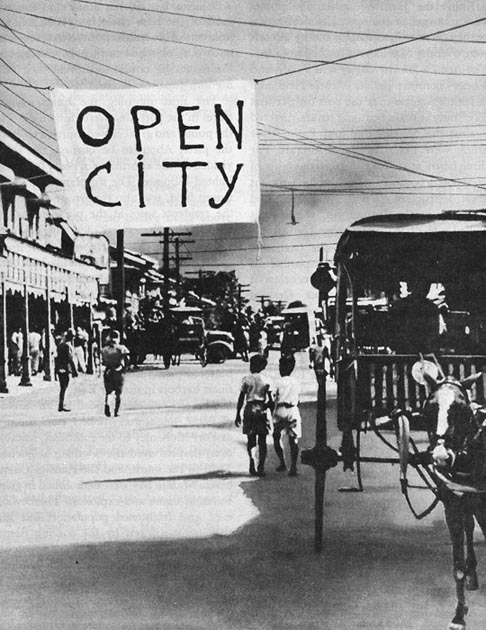
Le truppe giapponesi entrano a Manila, dichiarata ufficialmente dal 24 dicembre 1941 "città aperta".

La situazione strategica sul campo nell'isola di Luzon ebbe subito un'evoluzione disastrosa per le truppe americano-filippine; il generale Honma avanzò verso sud con la 48ª Divisione lungo le strade n. 3 e n. 5 in direzione di Manila mentre le forze nemiche fuggivano disordinatamente; i giapponesi attraversarono facilmente il fiume Agno e proseguirono verso la capitale. Il generale MacArthur ritenne impossibile difendere l'intera isola e decise rapidamente di ritornare al WPO-3 e ordinare la ritirata generale verso la penisola di Bataan; il comandante in capo americano quindi abbandonò senza combattere la capitale Manila e ordinò al generale George Parker, responsabile della difesa del sud di Luzon, di ripiegare a sua volta con le sue due divisioni filippine a Bataan senza attardarsi a difendere la baia di Lamon dove era sbarcata la 16ª Divisione giapponese. Manila venne evacuata in una atmosfera di disfatta e demoralizzazione: la base navale di Cavite, bombardata dagli aerei giapponesi, e gran parte delle installazioni militari e dei depositi erano in fiamme, mentre lungo le strade di accesso si ammassavano civili in fuga e truppe disorganizzate in ripiegamento. Il generale MacArthur lasciò la capitale insieme alla moglie e il giovane figlio, seguito anche dall'infermo presidente filippino Manuel Quezón che, tuttavia deluso dal cedimento delle difese americane, decise di lasciare alcuni ministri a Manila per collaborare con le autorità giapponesi.
Mentre il generale MacArthur evacuava Manila e trasferiva il suo quartier generale nell'isola di Corregidor, la ritirata generale americano-filippina procedeva nel disordine e nella confusione lungo le strade che conducevano a Bataan. Enormi ingorghi si verificarono nei nodi di comunicazione di San Fernando e di Calumpit dove convergevano le truppe del generale Wainwright, in ritirata da nord dopo aver abbandonato la linea di resistenza Cabanatuan-Tarlac, con le forze del generale Parker provenienti da sud. Nonostante le enormi difficoltà strategiche e organizzative, le truppe americano-filippine riuscirono ad evitare l'accerchiamento e il generale Wainwright difese fino al mattino del 1 gennaio 1942 con i suoi reparti il centro di Calumpit e il ponte strategico sul fiume Pampanga, dando tempo alle forze del generale Parker di defluire lungo la strada meridionale e dirigere verso la penisola di Bataan; subito dopo il passaggio della colonna meridionale, anche le forze del generale Wainwright ripiegarono sulla penisola. L'avanzata giapponese da sud venne rallentata dalle demolizioni e i sabotaggi effettuati dal nemico, mentre a nord il generale Honma spinse avanti la 48ª Divisione che, dopo una breve sosta per riorganizzarsi, entrò il 2 gennaio 1942 nella capitale Manila, in preda agli incendi e dichiarata ufficialmente dagli americani "città aperta". Alle ore 17.45 le truppe della 48ª Divisione del generale Koichi Abe sfilarono nella vie della capitale e ammainarono la bandiera americana dalla residenza dell'alto commissario.